# Monika Manz
Monika Manz (* 18. Dezember 1947 in Bad Birnbach) ist eine aus Niederbayern stammende deutsche Schauspielerin.

## Leben
Manz begann ihre Laufbahn als Schauspielerin mit einer Ausbildung von 1971 bis 1973 am La Mama Theatre in New York. Sie spielte an zahlreichen Theatern in Deutschland.
Überwiegend verkörperte Manz Nebenrollen in Film und Fernsehen. So war sie in Erkan & Stefan als die Mutter von Stefan zu sehen. Diese Rolle übernahm sie auch in den beiden Fortsetzungen Erkan und Stefan – Gegen die Mächte der Finsternis und Erkan & Stefan in Der Tod kommt krass. Manz war in Marcus H. Rosenmüllers Wer früher stirbt ist länger tot als Kassiererin zu sehen. Rosenmüller besetzte sie auch für die Filme Beste Zeit und Beste Gegend. Im Spielfilmdebüt von Matthias Kiefersauer Das große Hobeditzn hatte sie die Rolle der Anneliese Breitensteiner inne. Unter Kiefersauers Regie drehte sie auch eine Folge der BR-Serie Franzi. In Franz Xaver Bogners Serie Der Kaiser von Schexing war sie genauso zu erleben wie in Lindenstraße und vielen anderen Kino- und Fernsehproduktionen. 2014 war sie in Michael Verhoevens Fernsehfilm Let’s go! zu sehen. Seit 2021 spielt sie eine Gastrolle bei Dahoam is dahoam. In der Serie verkörpert Manz die Schwägerin ihres Mannes Gerd Lohmeyer.
Monika Manz wohnt mit ihrem Mann, dem Schauspieler und Regisseur Gerd Lohmeyer, in München.

## Filmografie
- 1985: Polizeiinspektion 1 (Fernsehserie, eine Folge)
- 1991: Forsthaus Falkenau (Fernsehserie, eine Folge)
- 1994: Herbert und Schnipsi (Fernsehserie, sechs Folgen)
- 2000: Erkan & Stefan
- 2001: Lindenstraße (Fernsehserie, eine Folge)
- 2002: Café Meineid (Fernsehserie, eine Folge)
- 2002: Erkan & Stefan gegen die Mächte der Finsternis
- 2002: Knallharte Jungs
- 2003: Die Rosenheim-Cops (Fernsehserie, eine Folge)
- 2003–2009: Um Himmels Willen (Fernsehserie, drei Folgen)
- 2004: Der Bulle von Tölz: Krieg der Sterne
- 2005: Der Bulle von Tölz: Mord im Kloster
- 2005: Erkan & Stefan in Der Tod kommt krass
- 2006: Wer früher stirbt, ist länger tot
- 2007: Beste Zeit
- 2007: Das letzte Stück Himmel
- 2007: Das Leuchten der Sterne
- 2007: Polizeiruf 110 – Jenseits
- 2007: Das zweite Leben
- 2008: Beste Gegend
- 2008: Unter Verdacht – Die falsche Frau
- 2009: Der Kaiser von Schexing (Fernsehserie, eine Folge)
- 2010 Hanni & Nanni
- 2011 Franzi (Fernsehserie, eine Folge)
- 2012, 2016: SOKO München (Fernsehserie, zwei Folgen)
- 2012: Hanni & Nanni 2
- 2012: Polizeiruf 110 – Fieber
- 2012: Tom und Hacke
- 2012–2013: München 7 (Fernsehserie, zwei Folgen)
- 2013: Heiter bis tödlich: Hubert und Staller (Fernsehserie, eine Folge)
- 2013: Dampfnudelblues
- 2014: Add a Friend (Fernsehserie, eine Folge)
- 2014: Let’s go!
- 2015: Endlich Frühling
- 2016: Nie mehr wie es war (Fernsehfilm)
- 2018: Wackersdorf
- 2018: Matula – Der Schatten des Berges
- seit 2019: Racko – Ein Hund für alle Fälle
- 2019: München Mord: Leben und Sterben in Schwabing
- 2020: Oktoberfest 1900 (Fernsehserie)
- seit 2021: Dahoam is dahoam (Fernsehserie)
- 2022: Der Bergdoktor (Fernsehserie, Folge Kontrollverlust)
- 2023: Zimmer mit Stall – Das Blaue vom Himmel (Fernsehreihe)
- 2024: Servus, Euer Ehren – Endlich Richterin (Fernsehfilm)
- 2025: Frühling – Die Mutter, die es nie gab (Fernsehreihe)